# Елементарна алгебра
Елементарна алгебра је основна алгебра коју изучавају ученици са мало или нимало формалног знања из области математике изузев аритметике. Док се у аритметици јављају само бројеви и њихове аритметичке операције (попут +, −, ×, ÷), у алгебри се такође користе симболи (попут x и y, или a и b) за означавање бројева. Ови симболи се називају променљиве. Оне су корисне јер:
- омогућавају да се генерализације аритметичких једначина (и неједначина) изразе у облику закона (као што је {\displaystyle a+b=b+a} за свако a и b), а ово је први корак у систематском изучавању својстава реалних бројева.
- омогућавају позивање на бројеве који нису познати. У контексту проблема, променљива може да представља неку вредност која није позната, али може бити решена кроз формулацију и манипулацију једначинама.
- омогућавају проучавање математичких односа измећу величина (попут ако продаш x карата, онда ће твој профит износити {\displaystyle 3x-10} динара).

У елементарној алгебри, израз може да садржи бројеве, променљиве и аритметичке операције. Следи неколико примера:
{\displaystyle x+3\,}
{\displaystyle y^{2}+2x-3\,}
{\displaystyle z^{7}+a(b+x^{3})+42/y-\pi .\,}
У мало напреднијој алгебри, израз може да садржи и елементарне функције.
Једначина представља тврдњу да су два израза једнака. Неке једначине су тачне за све вредности променљивих које се у њима појављују (на пример {\displaystyle a+b=b+a}); такве изразе називамо идентитетима. Условне једначине су тачне само за неке вредности својих променљивих: {\displaystyle x^{2}-1=4.} Вредности променљивих које чине да једначина буде тачна се називају решењима једначине.

## Алгебарска нотација
Алгебрајска нотација описује правила и конвенције за писање математичких израза, као и терминологију која се користи за разговор о деловима израза. На пример, израз {\displaystyle 3x^{2}-2xy+c} има следеће компоненте:
1. Експонент,
2. коефицијент,
3. члан,
4. оператор,
5. константа, x, y : променљивеs

Коефицијент је нумеричка вредност, или слово које представља нумеричку константу, која умножава променљиву (оператор је изостављен). Члан је додатак или сабирак, група коефицијената, променљивих, константи и експонената који се могу одвојити од осталих чланова оператерима плус и минус. Слова представљају варијабле и константе. Према конвенцији, слова са почетка абецеде (нпр. {\displaystyle a,b,c}) обично се користе за представљање константи, а слова на крају абецеда (нпр. {\displaystyle x,y} и z) се користе за представљање променљивих. Оне су обично написане курзивом.
Алгебарске операције раде на исти начин као и аритметичке операције, као што су сабирање, одузимање, множење, дељење и експоненција, и примењују се на алгебарске променљиве и појмове. Симболи множења се обично изостављају и подразумевају када нема размака између две променљиве или члана, или када се користи коефицијент. На пример, {\displaystyle 3\times x^{2}} се записује као {\displaystyle 3x^{2}}, и {\displaystyle 2\times x\times y} се може записати као {\displaystyle 2xy}.
Обично се изрази са највећим степеном (експонентом) пишу на левој страни, на пример, {\displaystyle x^{2}} се пише лево од x. Када је коефицијент један, обично се изоставља (нпр. {\displaystyle 1x^{2}} се пише {\displaystyle x^{2}}). Исто тако када је експонент (степен) један (нпр. {\displaystyle 3x^{1}} пише се {\displaystyle 3x}). Када је експонент једнак нули, резултат је увек 1 (нпр. {\displaystyle x^{0}} се увек преписује у 1). Међутим, {\displaystyle 0^{0}}, које није дефинисано, не би требало да се појављује у изразу, и потребно је обратити пажњу на поједностављивање израза у којима се променљиве могу појавити у експонентима.

## Закони елементарне алгебре
- Сабирање је комутативна операција (збир два броја је исти независно од редоследа у којем их записујемо).
  - Одузимање је операција супротна сабирању.
  - Одузимање је исто што и сабирање негативним бројем:

{\displaystyle a-b=a+(-b).\ }
Пример: ако {\displaystyle 5+x=3} онда {\displaystyle x=-2.}
- Множење је комутативна операција.
  - Дељење је операција супротна множењу.
  - Поделити један број другим је исто што и помножити га реципрочном вредношћу другог броја:

{\displaystyle {a \over b}=a\left({1 \over b}\right).}
- Степеновање није комутативна операција.
  - Стога степеновање има две супротне операције: логаритмовање и степеновање реципрочним експонентом (на пример квадратни корен).
    - Примери: ако {\displaystyle 3^{x}=10} онда {\displaystyle x=\log _{3}10.} Ако {\displaystyle x^{2}=10} онда {\displaystyle x=10^{1/2}.}

  - Квадратни корен негативних бројева не постоји у систему реалних бројева (Види: комплексни бројевни систем)
- Асоцијативно својство сабирања: {\displaystyle (a+b)+c=a+(b+c).}
- Асоцијативно својство множења: {\displaystyle (ab)c=a(bc).}
- Дистрибутивно својство множења у односу на сабирање: {\displaystyle c(a+b)=ca+cb.}
- Дистрибутивно својство степена у односу на множење: {\displaystyle (ab)^{c}=a^{c}b^{c}.}
- Комбиновање експонената: {\displaystyle a^{b}a^{c}=a^{b+c}.}
- Степен степена: {\displaystyle (a^{b})^{c}=a^{bc}.}

### Закони једнакости
- Ако {\displaystyle a=b} и {\displaystyle b=c}, онда {\displaystyle a=c} (транзитивност једнакости).
- {\displaystyle a=a} (рефлексивност једнакости).
- Ако {\displaystyle a=b} онда {\displaystyle b=a} (симетрија једнакости).

### Други закони
- Ако {\displaystyle a=b} и {\displaystyle c=d} онда {\displaystyle a+c=b+d.}
  - Ако {\displaystyle a=b} онда {\displaystyle a+c=b+c} за свако c (адиционо својство једнакости).
- Ако {\displaystyle a=b} и {\displaystyle c=d} онда {\displaystyle ac} = {\displaystyle bd.}
  - Ако {\displaystyle a=b} онда {\displaystyle ac=bc} за свако c (мултипликативно својство једнакости).
- Ако су два симбола једнака, онда се један може заменити другим по жељи (принцип смене).
- Ако {\displaystyle a>b} и {\displaystyle b>c} онда {\displaystyle a>c} (транзитивност неједнакости).
- Ако {\displaystyle a>b} онда {\displaystyle a+c>b+c} за свако c.
- Ако {\displaystyle a>b} и {\displaystyle c>0} онда {\displaystyle ac>bc.}
- Ако {\displaystyle a>b} и {\displaystyle c<0} онда {\displaystyle ac<bc.}

## Примери

### Линеарне једначине једне променљиве
Најједноставније једначине су линеарне једначине које имају само једну променљиву. Оне садрже само константне бројеве и једну променљиву без експонента. На пример:
{\displaystyle 2x+4=12.\,}
Кључна техника је сабирање, одузимање, множење или дељење обе стране једначине истим бројем како би се изоловала променљива са једне стране једначине. Када се променљива изолује, са друге стране једначине остаје вредност променљиве. На пример, одузимањем 4 са обе стране горње једначине се добија:
{\displaystyle 2x+4-4=12-4\,}
што се поједностављује на:
{\displaystyle 2x=8.\,}
Дељењем обе стране бројем 2:
{\displaystyle {\frac {2x}{2}}={\frac {8}{2}}\,}
се добија решење:
{\displaystyle x=4.\,}
Општи случај,
{\displaystyle ax+b=c\,}
има исти формат решења:
{\displaystyle x={\frac {c-b}{a}}}

### Квадратне једначине
Квадратне једначине могу да се изразе у облику , где је a различито од нуле (јер кад би било једнако нули, једначина не би била квадратна већ линеарна). Због овога, квадратна једначина мора да садржи терм ax2. Стога је a ≠ 0, па можемо да поделимо једначину са a и да преурадимо једначину да има стандардни облик
{\displaystyle x^{2}+px=q\,}
где је p = b/a а q = &minus;c/a. Решавање овога, процесом допуне до квадрата води до квадратне формуле. 

### Систем линеарних једначина
У случају када имамо систем линеарних једначина, попут на пример, две једначине са две непознате, често је могуће наћи решења за обе променљиве које задовољавају обе једначине.

#### Први метод решавања система
Пример система линеарних једначина би могао да буде следеће:
{\displaystyle {\begin{cases}4x+2y=14\\2x-y=1.\end{cases}}\,}
Множењем израза у другој једначини са 2:
{\displaystyle 4x+2y=14\,}
{\displaystyle 4x-2y=2.\,}
Сабирањем једначина, добије се:
{\displaystyle 8x=16\,}
што се може поједноставити
{\displaystyle x=2.\,}
Како нам је сада познато да је x = 2, могуће је израчунати да је y = 3 из било које од две почетне једначине (уметањем 2 уместо x). Комплетно решење овог система је
{\displaystyle {\begin{cases}x=2\\y=3.\end{cases}}\,}
Ово није једини начин да се реши овај систем; могли смо да нађемо y пре него што смо нашли x.

#### Други метод решавања система
Други начин за решавање истог система линеарних једначина је коришћење смене.
{\displaystyle {\begin{cases}4x+2y=14\\2x-y=1.\end{cases}}\,}
Еквивалент y се може наћи коришћењем једне од ових једначина. На пример, коришћењем друге:
{\displaystyle 2x-y=1\,}
Одузимањем 2x са обе стране једначине:
{\displaystyle 2x-2x-y=1-2x\,}
{\displaystyle -y=1-2x\,}
и множењем са -1:
{\displaystyle y=2x-1.\,}
Коришћењем ове вредности y у првој једначини почетног система:
{\displaystyle 4x+2(2x-1)=14\,}
{\displaystyle 4x+4x-2=14\,}
{\displaystyle 8x-2=14\,}
Додавањем 2 са обе стране једначине:
{\displaystyle 8x-2+2=14+2\,}
{\displaystyle 8x=16\,}
што се може поједноставити
{\displaystyle x=2\,}
Коришћењем ове вредности у обе једначине добија се исто решење као и код претходног метода. 
{\displaystyle {\begin{cases}x=2\\y=3.\end{cases}}\,}
Такође, ни ово није једини начин да се реши овај систем; и овде смо могли прво да израчунамо y па онда x.

### Други типови система линеарних једначина

#### Нерешиви системи
У горњем примеру, могуће је наћи решење система. Међутим, постоје и системи линеарних једначина које немају решење. Очигледан пример је:
{\displaystyle {\begin{cases}x+y=1\\0x+0y=2\end{cases}}\,}
Друга једначина у систему нема решење. Стога, систем не може бити решен. 
Међутим, није све незадовољиве системе могуће испрва препознати. Узмимо на пример систем:
{\displaystyle {\begin{cases}4x+2y=12\\-2x-y=-4\end{cases}}\,}
Ако покушамо да решимо овај систем (на пример коришћењем метода смене који је горе објашњен), друга једначина након додавања − 2 на обе стране и множењем са −1, даје:
{\displaystyle y=-2x+4\,}
А када се ово искористи као вредност y у првој једначини:
{\displaystyle 4x+2(-2x+4)=12\,}
{\displaystyle 4x-4x+8=12\,}
{\displaystyle 8=12\,}
Нема преосталих променљивих, а једнакост није тачна. Ово значи да прва једначина не може да да решење за вредност y добијену из друге једначине.

#### Неодређени системи
Постоје и системи са вишеструким решењима или бесконачним бројем решења, за разлику од система са јединственим решењем (где на пример постоје јединствене вредности за x и y) На пример:
{\displaystyle {\begin{cases}4x+2y=12\\-2x-y=-6\end{cases}}\,}
Ако изолујемо y у другој једначини:
{\displaystyle y=-2x+6\,}
И искористимо ову вредност у првој једначини система:
{\displaystyle 4x+2(-2x+6)=12\,}
{\displaystyle 4x-4x+12=12\,}
{\displaystyle 12=12\,}
Ова једнакост је тачна, али нам не даје вредност за x. Заиста, лако се може проверити (уписивањем неких вредности за x) да за свако x постоји решење, све док је y = &minus;2x + 6. Постоји бесконачан број решења овог система.